# 우리 아버지
우리 아버지는 일요일 일요일 밤에의 코너로, 2009년 12월 6일부터 2010년 5월 30일까지 방영되었다.

## 출연진
- 신동엽
- 김구라
- 정가은
- 황정음

## 스토리
우리 아버지는 MC들이 직장인들 퇴근시간마다 항상 맛집을 돌아다닌다. 그리고 맛집이나 길거리에서 퇴근하거나 저녁을 먹고 계신 아버지들과 인터뷰를 한다. 그리고 마지막에 인터뷰했던 아버지들 중에서 한 분을 골라 그 분께 아빠 냉장고를 드린다.

## 특별 출연
1. 이광기
2. 이동우
3. 황정음
4. 천명훈
5. 카라
6. 설운도, 포커즈

## 경쟁 프로그램
- 일요일이 좋다
  - 패밀리가 떴다 2 (1부 프로그램)
  - 골드미스가 간다 (경쟁 프로그램)

- 해피선데이
  - 남자의 자격 (1부 프로그램)
  - 1박 2일 (경쟁 프로그램)

- 일밤
  - 뜨거운 형제들 (1부 프로그램)
  - 단비 (3부 프로그램)